# Línea de la Avenida Myrtle
La línea de la Avenida Myrtle, también llamada como la Avenida Elevada Myrtle.,  es una línea elevada del metro de la ciudad de Nueva York, como parte de la división BMT. La línea existente es el último vestigio de una de los ferrocarriles elevados originales de Brooklyn. El remanente de la línea opera como un ramal de almacenaje de la línea Jamaica hacia Bushwick, Ridgewood y Middle Village, y las terminales en su terminal original localizada en la parte este a través de la calle del cementerio Luterano. Hasta 1969, la línea continuó al oeste dentro del centro de Brooklyn, incluso antes de continuar por el puente de Brooklyn hacia una terminal en la estación Park Row en Manhattan.

## Alcance y servicios
La línea de la Avenida Myrtle es actualmente servida por solo el servicio M. Hasta 1969, el servicio MJ opera hacia el centro de Brooklyn; la designación J se deriva del nombre de un extremo del puente localizado en la Calle Jay.
La línea empieza en Middle Village–Avenida Metropolitana en Queens. La línea se dirige hacia el suroeste a lo largo de una vía privada, después pasa por una estructura elevada arriba de la Calle Palmetto y la Avenida Myrtle. Justo antes de llegar a Broadway (en la cual opera la línea Jamaica), la línea hacer una curva a la izquierda y se une con las vías de la línea Jamaica justo al este de la estación de la Avenida Myrtle. El nivel superior de la estación (llamada "Broadway"), en la cual abrió en 1889 y clausurada el 4 de octubre de 1969, aunque aún existe, ya no es utilizada. Durante las tardes, noches y todo el día durante los fines de semana, el servicio M termina aquí. Durante este periodo el servicio M usa los nuevos trenes modelo R160A-1, pero son operados como OPTO (one person train operation en español: Operación de Tren de Una Persona) con sólo cuatro vagones.

## Historia
La primera sección de la línea, sobre la Aveniad Myrtle desde las calles Johnson y Adams vía la Calle Adams y la Avenida Myrtle a una unión en lo que ahora es conocido como la línea principal en la Avenida Grand, fue abierta a las 11:00 el 10 de abril de 1888 por la Union Elevated Railroad. Los trenes continuaron a lo largo de la Avenida Grand y la Avenida Lexington hacia Broadway, donde se unió con la línea elevada de Broadway, y a lo largo de Broadway hacia East New York. El 1 de septiembre de 1888, la línea fue extendida hacia el oeste a lo largo de la Calle Adams y la Calle Sands, a una terminal en la Calle Washington del puente de Brooklyn. El 27 de abril de 1989, la línea fue extendida al este a lo largo de la Avenida Myrtle a Broadway, probablemente en la estación arriba de la elevación de Broadway.
En 1896 el extremo oeste de la línea fue extendido al norte a lo largo de la Calle Adams hacia una curva elevada, sobre la Calle Sands y la Calle High West a la Calle Liberty. La conexión hacia las vías del puente de Brooklyn abrió a las 16:00 el 18 de junio de 1898, a lo largo de una vía privada entre la Calle Concord y Cathedral Place. El primer tren en usarla vino de la línea elevada de la Quinta Avenida (usando la línea elevada de la Avenida Myrtle de la Avenida Hudson).
La línea fue después extendida al este de la Avenida Wyckoff (en los límites de Brooklyn/Queens). En 1906 la línea elevada estaba conectada vía una rampa hacia la  línea Lutheran Cemetery, una antigua línea del steam dummy hacia la avenida metropolitana que había estado abierta desde el 3 de septiembre de 1881. Esa sección fue elevada como parte de los Contratos Dual el 22 de febrero de 1915.
El 29 de julio de 1914, la conexión hacia la línea Broadway (Brooklyn) fue abierta, permitiendo que los trenes de la línea de la Avenida Myrtle operaran vía el puente de Williamsburg. Este servicio se convirtió en el servicio 10 en 1924, y el servicio original de la línea de la Avenida Myrtle hacia Park Row se convirtió en el servicio 11, después conocida como el servicio (M y MJ).
El 5 de marzo de 1944, la línea oeste de la Calle Jay fue abandonada coincidiendo con un extremo del servicio elevado sobre el puente de Brooklyn. El resto de la línea de Broadway hacia la Calle Jay fue abandonado el 4 de octubre de 1969, y el último tren dejó de operar justo después de la media noche.

## Información de codificación
- Toda la línea está codificada como BMT M. Esta codificación no tiene relación con que los trenes del servicio M de la línea, tengan la letra M ya que 'Myrtle' empieza con 'M'.

- Las vías de la lInea hacia la Avenida Metropolitana son M1 y hacia Manhattan M2 .

- La Codificación Cero es la BMT Eastern, localizada en la intersección de la línea en el puente de Brooklyn y de la Calle Chambers en la línea de la Calle Nassau.

- Originalmente, esta línea fue medida en dirección oriental de Park Row. Una vez que el Comité de Transporte se hiciera cargo del sistema, la línea fue revertida en dirección norte para que la línea se dirigiera hacia Manhattan.

## Lista de estaciones
| Leyenda de la estación de servicio | Leyenda de la estación de servicio |
| ---------------------------------- | ---------------------------------- |
| Hace paradas todo el tiempo        | Paradas todo el tiempo             |
| Detalles del periodo de tiempo     |                                    |

| Acceso para discapacitados                                                                                        | Estación                             | Servicios | Apertura                | Transferencias y notas |
| --- | ------------------------------------ | --------- | ----------------------- | --- |
| Acceso para discapacitados                                                                                        | Middle Village–Avenida Metropolitana | M         | 1 de octubre de 1906    | El servicio fue extendido a la preexistente estación Lutheran. La estación actual está a ~100 pies al oeste de la construida en 1906. |
| | Fresh Pond Road                      | M         | 22 de febrero de 1915   | |
| | Avenida Forest                       | M         | 22 de febrero de 1915   | |
| | Avenida Seneca                       | M         | 22 de febrero de 1915   | |
| Acceso para discapacitados                                                                                        | Avenidas Myrtle y Wyckoff            | M         | 21 de julio de 1889     | línea Canarsie (L ) Estación construidas a tres vías el 29 de julio de 1914; las vías centrales fueron removidas después.             |
| | Avenida Knickerbocker                | M         | 15 de agosto de 1889    | Estación reconstruidas a 3 vías 29 de julio de 1914; las vías centrales fueron removidas después.                                     |
| | Avenida Central                      | M         | 21 de julio de 1889     | Estación reconstruidas a 3 vías 29 de julio de 1914; las vías centrales fueron removidas después.                                     |
| se une con la línea Jamaica (M ) justo al este de la Avenida Myrtle (el conector agregado el 29 de julio de 1914) |                                      |           |                         | |
| |                                      |           |                         | |
| Estación cerrada                                                                                                  |                                      |           |                         | |
| | Broadway                             |           | 27 de abril de 1889     | Estación abandonada el 4 de octubre de 1969                                                                                           |
| Estructura removida al oeste de la Avenida Reid                                                                   |                                      |           |                         | |
| | Avenida Sumner                       |           | 27 de abril de 1889     | Cerrada el 4 de octubre de 1969 |
| | Avenida Tompkins                     |           | 27 de abril de 1889     | Cerrada el 4 de octubre de 1969 |
| | Avenida Nostrand                     |           | 27 de abril de 1889     | Cerrada el 4 de octubre de 1969 |
| | Avenida Franklin                     |           | 27 de abril de 1889     | Cerrada el 4 de octubre de 1969 |
| | Avenida Grand                        |           | 27 de abril de 1889     | Cerrada el 21 de junio de 1953 |
| | Avenida Washington                   |           | 4 de diciembre de 1888  | Cerrada el 4 de octubre de 1969 |
| | Avenida Vanderbilt                   |           | 10 de abril de 1888     | Cerrada el 4 de octubre de 1969 |
| | Calle Navy                           |           | 10 de abril de 1888     | Cerrada el 4 de octubre de 1969 |
| | Calles Bridge y Jay                  |           | 10 de abril de 1888     | Al principio conocida como la Calle Bridge. Cerrada el 4 de octubre de 1969                                                           |
| | Calle Adams                          |           | 10 de abril de 1888     | Cerrada el 5 de marzo de 1944 |
| | Calle Sands                          |           | 1 de septiembre de 1888 | Cerrada el 5 de marzo de 1944 |
| | Park Row                             |           | 18 de junio de 1898     | Cerrada el 5 de marzo de 1944 |